# Gare de L'Étang-Salé
La gare de L'Étang-Salé est une ancienne gare ferroviaire de l'île de La Réunion, département d'outre-mer français dans le sud-ouest de l'océan Indien. Située au 74, avenue Octave-Bénard, à L'Étang-Salé les Bains, elle était autrefois desservie par l'unique ligne du chemin de fer de La Réunion. Le bâtiment accueille aujourd'hui un office de tourisme de la commune de L'Étang-Salé.